# Червена плюеща кобра
Червената плюеща кобра (Naja pallida) е вид отровна змия от семейство Аспидови. Среща се в Източна Африка. Рядко напада жертвата си чрез ухапване. Когато се отбранява, изстрелва отрова през устата си на разстояние почти 2 m. Тази отрова не може да проникне през кожата, но за сметка на това моментално поразява очите и причинява слепота.